# Agonimia repleta
Agonimia repleta är en lavart som beskrevs av Czarnota & Coppins. Agonimia repleta ingår i släktet Agonimia och familjen Verrucariaceae.  Arten är reproducerande i Sverige. Inga underarter finns listade i Catalogue of Life.